# Diego Fusaro

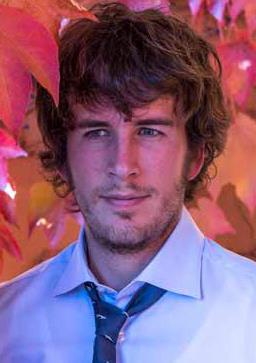
Diego Fusaro (2013)

Diego Fusaro (* 15. Juni 1983 in Turin) ist ein italienischer Philosoph, Autor und Übersetzer aus dem Deutschen ins Italienische. Er versteht sich selbst als „marxistischer Denker“ und vertritt Querfront-Positionen der Neuen Rechten.

## Leben

### Studium und Lehre
Fusaro absolvierte das staatlich-klassische Gymnasium Vittorio Alfieri in Turin und schloss sein Studium mit einem Abschluss in Geschichtsphilosophie und anschließend mit einem Master in Geschichte der modernen Philosophie bei Karl Marx an der Universität von Turin ab. Nach seiner Promotion an der Universität Vita-Salute San Raffaele in Mailand in Geschichtsphilosophie war er von 2011 bis 2016 ein befristeter Forscher des Typs A in Geschichtsphilosophie an derselben Universität. Im Februar 2016 hielt er ein Seminar über den marxistischen Philosophen Antonio Gramsci an der Harvard University ab. Derzeit ist er Lehrbeauftragter am privaten „Istituto alti studi strategici e politici“ in Mailand.

### Weitere Aktivitäten
Seit 2000 ist er Kurator der Website Filosofico.net und hat seit dem 20. Juni 2015 einen Blog für die italienische Tageszeitung Il Fatto Quotidiano verfasst. Im März 2017 gründete er zusammen mit Giuseppe Azzinari und Ivan Rizzi, dem Präsidenten der IASSP in Mailand, den Kulturverein und die Zeitschrift L'Interesse Nazionale. Für kurze Zeit schrieb er auch für die Wochenzeitung Tempi. Seit Januar 2018 ist er Leiter der Rubrik Lampi del Pensiero auf Affaritaliani.it und seit Mai desselben Jahres der wöchentlichen Rubrik La ragion populista auf Il Primato Nazionale, dem offiziellen Magazin der neofaschistischen Partei CasaPound. Im Jahr 2019 kandidierte er als Bürgermeister bei den Kommunalwahlen von Gioia Tauro mit der Lista Risorgimento Meridionale per l'Italia, wobei er 2,84 % der Stimmen erhielt und den letzten Platz belegte. Am 14. September 2019 gründete er die Partei Vox Italia, eine Partei, die rechte Werte und Ideen der Linken vereinen und eine souveräne, populistische und sozialistische Orientierung einhalten soll. In italienischen Medien gilt Fusaro als Vordenker und Wegbereiter der inzwischen allerdings schon wieder zerbrochenen Allianz zwischen der Movimento 5 Stelle und der Lega Nord.

## Politische Positionen
Fusaro nennt Costanzo Preve seinen Lehrer und versteht sich als „unabhängiger Schüler“ von Denkern wie Georg Wilhelm Friedrich Hegel und Karl Marx.
In seinem Buch Pensare altrimenti äußert er sich kritisch über die Gender-Theorie. Er vertritt hierbei die Ansicht, dass sie, genau wie der Kapitalismus und die europäischen und amerikanischen Eliten die sozialen Unterschiede zwischen Männern und Frauen zerstören und die Familie auflösen wolle, die in seinen Augen die letzte Unterstützungsquelle des Einzelnen darstellen.
Fusaro sieht den Austritt Italiens aus dem Euro als die einzige Chance an, um die nationale Souveränität wiederzuerlangen und betrachtet die Debatten um die Legalisierung der gleichgeschlechtlichen Ehe im italienischen Parlament als ein Ablenkungsmanöver, dessen Ziel es sei, die Aufmerksamkeit von der sozialen Frage auf die individuellen Rechte zu lenken. Da Europa seiner Ansicht nach aus lauter US-Kolonien bestehe, sollte man „sich von Amerika abkoppeln und dem eurasischen Block anschließen“.
Fusaro unterstützt unter anderem die Bewegung der Impfgegnerschaft.
In Italien wurde er für seine Teilnahme an Talkshows bekannt. Er ist im sozialen Netzwerk Facebook mit Verschwörungstheorien und falschen Nachrichten aktiv: unter anderem die Ablehnung der Existenz der Covid-19-Pandemie.

## Rezeption
Fusaro, der sich selbst als „marxistischer Denker“ versteht, wird von dem Historiker Steven Forti als einer der Hauptverbreiter „rotbrauner Theorien“ in Italien eingestuft.
In deutscher Übersetzung erschien 2018 sein Buch Schon wieder Marx: Die Wiederkehr der Revolution. Die Rezension in der FAZ war überaus kritisch, Barbara Kirchner konnte über das „Konsens-Allerweltszeug gegen das böse Kapital und ein Weltverbesserungsrezept“ nur lachen. Der von Fusaro mitverfasste, 2019 im rechtsextremen Szeneverlag Jungeuropa erschienene Band Marx von rechts zeigt laut dem Jahrbuch Extremismus & Demokratie ein „Querfront-Denken“ einer „sich intellektuell verstehenden Neuen Rechten in Deutschland“ auf. Die vier Beiträge der Autoren zitierten sich unter Vernachlässigung der Forschung hauptsächlich selbst und gegenseitig.

## Veröffentlichungen
Italienisch
- Filosofia e speranza. Ernst Bloch e Karl Löwith interpreti di Marx, Il Prato, 2005.
- La farmacia di Epicuro. La filosofia come terapia dell'anima, Il Prato, 2006.
- Marx e l'atomismo greco. Alle radici del materialismo storico, Il Prato, 2007.
- Karl Marx e la schiavitù salariata. Uno studio sul lato cattivo della storia, Il Prato, 2007.
- Bentornato Marx! Rinascita di un pensiero rivoluzionario, Bompiani, 2009.
- Essere senza tempo. Accelerazione della storia e della vita, Bompiani, 2010.
- Minima mercatalia. Filosofia e capitalismo, Bompiani, 2012.
- L'orizzonte in movimento. Modernità e futuro in Reinhart Koselleck, Il Mulino, 2012.
- Coraggio, Cortina, 2012.
- Idealismo e prassi. Fichte, Marx e Gentile, Il Melangolo, 2013.
- Pensiero in rivolta. Dissidenza e spirito di scissione, Barney, 2014 (con Lorenzo Vitelli, Sebastiano Caputo)
- Il futuro è nostro. Filosofia dell'azione, Bompiani, 2014.
- Fichte e l'anarchia del commercio. Genesi e sviluppo del concetto di "Stato commerciale chiuso", Il Melangolo, 2014.
- Antonio Gramsci. La passione di essere nel mondo, Feltrinelli, 2015.
- Europa e capitalismo. Per riaprire il futuro, Mimesis, 2015.
- Fichte e la compiuta peccaminosità. Filosofia della storia e critica del presente nei «Grundzüge», Il Melangolo, 2017.
- Pensare altrimenti. Filosofia del dissenso, Einaudi, 2017.
- Storia e coscienza del precariato, Bompiani, 2018.
- Il nuovo ordine erotico. Elogio dell'amore e della famiglia, Rizzoli, 2018.
- Processo alla Rivoluzione Russa, Il Ponte Vecchio, 2018 (con Marcello Flores, Maurizio Ridolfi, Luciano Canfora)
- Marx idealista. Per una lettura eretica del materialismo storico, Mimesis, 2018.
- La notte del mondo. Marx, Heidegger e il tecnocapitalismo, UTET, 2019.
- Glebalizzazione. La lotta di classe al tempo del populismo, Rizzoli, 2019.

Deutsch
- Schon wieder Marx: Die Wiederkehr der Revolution, Westend Verlag, Frankfurt/Main 2018.
- Mit Benedikt Kaiser, Alain de Benoist: Marx von rechts, Jungeuropa Verlag, Dresden 2018, ISBN 978-3-9817828-6-8.

### Übersetzungen und Kommentare
- Karl Marx, Differenza tra le filosofie della natura di Democrito e di Epicuro, Bompiani, 2004. A cura di Diego Fusaro.
- Karl Marx, La questione ebraica, Bompiani, 2007. A cura di Diego Fusaro.
- Democrito, Raccolta dei frammenti, interpretazione e commentario, Bompiani, 2007. Traduzione di Diego Fusaro.
- Luciano di Samosata, Tutti gli scritti, Bompiani, 2007. Introduzione, note e apparati di Diego Fusaro.
- Karl Marx, Lavoro salariato e capitale, Bompiani, 2008. A cura di Diego Fusaro.
- Karl Marx, Forme di produzione precapitalistiche, Bompiani, 2009. A cura di Diego Fusaro.
- Karl Marx – Friedrich Engels, Manifesto e princìpi del comunismo, Bompiani, 2009. A cura di Diego Fusaro.
- Karl Marx – Friedrich Engels, Ideologia Tedesca, Bompiani, 2011. A cura di Diego Fusaro.
- Johann Gottlieb Fichte, Missione del dotto, Bompiani, 2013. A cura di Diego Fusaro.
- Epicuro, Il piacere di vivere, AlboVersorio, 2013. A cura di Diego Fusaro.